# Clohiesia
Clohiesia — рід грибів. Назва вперше опублікована 1995 року.

## Види
База даних Species Fungorum станом на 20.10.2019 налічує 3 види роду Clohiesia:
- Clohiesia corticola K.D.Hyde, 1995
- Clohiesia curvispora L.Cai & K.D.Hyde, 2007
- Clohiesia lignicola C.K.M.Tsui, K.D.Hyde & Hodgkiss, 1998